# Carlton (Georgia)
Carlton è una città degli Stati Uniti d'America, situata in Georgia, nella Contea di Madison.